# Jackie Simes
John Weston "Jackie" Simes III (Harrington Park, 20 de novembre de 1942) va ser un ciclista estatunidenc que fou professional entre 1970 i 1975. Participà en tres edicions dels Jocs Olímpics. Va guanyar una medalla de plata al Campionat del món de quilòmetre contrarellotge.

## Palmarès en carretera
- 1964
  -  Campió dels Estats Units en ruta
- 1967
  - 1r al Tour of Somerville
- 1969
  - 1r al Tour of Somerville

## Palmarès en pista
- 1965
  -  Campió dels Estats Units en velocitat
- 1967
  -  Campió dels Estats Units en velocitat